# Lasalle
Lasalle (okcitansko La Sala) je naselje in občina v južnem francoskem departmaju Gard regije Languedoc-Roussillon. Naselje je leta 2006 imelo 1.052 prebivalcev.

## Geografija
Kraj leži v pokrajini Languedoc znotraj narodnega parka Seveni ob reki Salindrenque, 37 km severovzhodno od Le Vigana.

## Uprava
Lasalle je sedež istoimenskega kantona, v katerega so poleg njegove vključene še občine Colognac, Monoblet, Saint-Bonnet-de-Salendrinque, Sainte-Croix-de-Caderle, Saint-Félix-de-Pallières, Soudorgues, Thoiras in Vabres s 3.060 prebivalci.
Kanton Lasalle je sestavni del okrožja Vigan.